# 압둘라 마두
압둘라 모하메드 무사 마두(아랍어: عبد الله محمد موسى مادو, Abdullah Mohammed Musa Madu, 1993년 7월 15일 ~ )는 사우디아라비아의 축구 선수로, 현재 사우디 프로페셔널리그의 이티파크와 사우디아라비아 축구 국가대표팀에서 수비수로 뛰고 있다.